# Giro d'Italia de 1912
Giro d'Italia de 1912 foi a quarta edição da prova ciclística Giro d'Italia (Corsa Rosa), realizada entre os dias 19 de maio e 2 de junho de 1912.
A competição foi realizada em 9 etapas com um total de 2.443 km.
A equipe Atala foi a vencedora da prova. Esta foi a primeira é unica competição do Giro d'Italia aonde a classificação final foi feita por equipes.
Largaram 86 competidores cruzaram a linha de chegada 24 corredores.